# Степной волк
Степной волк, или пустынный волк (лат. Canis lupus campestris) — подвид волка, обитающий в степи и пустынях Средней Азии. Имеет короткую жёсткую шерсть бледно-серого цвета с вкраплениями цвета охры. В целом несколько мельче лесного, с более редким и грубым волосом. В его ареал входят степи Казахстана и юга России, в том числе Предкавказские, Прикаспийские, Приуральские и Нижнего Поволжья. Изучен слабо. Не разработана система определённых признаков. Численность невысока, особенно в западных частях ареала.
Обычно в стае самка приносит нечетное количество щенков: 3, 5, 7 (реже 9, очень редко 11 или 13). Самка сама отбраковывает детёнышей, слабых уничтожает. Она рассчитывает количество молока, чтоб выжило пусть меньшее количество, но все сильные. Всю весну и лето самка обучает волчат охоте, знакомит с территорией